# تكية (غرغين)
تکیة (بالفارسية: تکیه) هي قرية تقع في إيران في قسم غرغین الريفي. يقدر عدد سكانها بـ 186 نسمة بحسب إحصاء 2016.